# Claudia Salas
Claudia Salas   (Madrid, 23 de juliol de 1994) és una actriu espanyola que va saltar a la fama mundial gràcies a la producció espanyola de Netflix Élite, donant vida a Rebeka de Bormujo Ávalos a partir de la segona temporada.

## Biografia
Nascuda a Madrid l'any 1994, Salas es va interessar pel món artístic des de ben petita. No només té una gran vocació per l'art dramàtic, sinó que també canta, toca la guitarra, té formació en percussió i ha dut a terme diversos tallers d'esgrima i interpretació.
No va ser l'any 2012 que Salas va començar els seus estudis d'art dramàtic a l'escola Arte 4 Estudo de Actores, situada a la seva ciutat natal, Madrid; un centre creat i dirigit per actors professionals pel qual han passat rostres tan coneguts com Leticia Dolera, Eloy Azorín o Inma Cuevas.

### Televisió i obres de teatre
Va ser en 2015 quan Salas es va deixar veure per primera vegada a la gran pantalla en les sèries de televisió Centro médico i Seis hermanas amb papers episòdics. Passats dos anys, també va aparèixer en la webserie Playfriends, produïda per PlayStation. Va ser l'any següent, a l'octubre de 2018, quan es va estrenar Élite, apareixent Claudia Salas en la seva segona i tercera temporada el setembre de 2019 i març de 2020, protagonitzant a Rebeka, el personatge que l'ha portat a ser mundialment coneguda. Arran de la producció espanyola de Netflix Élite, Claudia Salas es va donar a conèixer en la indústria audiovisual nacional i internacional, aconseguint un paper per a la segona temporada de La Peste, una producció de Movistar+, donant vida a Escalante.
Tot i la seva curta carrera audiovisual, ja que l'actriu es va donar a conèixer l'any 2019, Claudia Salas ja havia actuat sobre els escenaris en nombroses adaptacions d'obres de teatre com: El somni d'una nit d'estiu, La importància de ser Frank, Maribel i l'estranya família, Encara respires o l'Hotel dels suïcides, així com alguns curtmetratges.

## Filmografia

### Televisió
| Any         | Títol                   | Rol                          | Notes       |
| ----------- | ----------------------- | ---------------------------- | ----------- |
| 2015        | Centro médico           | Paper menor                  | 1 episodi   |
| 2015        | Seis hermanas           | Paper menor                  | 1 episodi   |
| 2017        | Playfriends             | -                            | 12 episodis |
| 2019 - 2020 | Élite                   | Rebeka de Bormujo Ávalos     | 16 episodis |
| 2019        | La Peste                | Escalante                    | 6 episodis  |
| 2021        | Élite: historias breves | Rebeka «Rebe» Parrilla López | 6 episodis  |
| 2022        | La ruta                 | Antonia «Toni» Mochales      | 8 episodis  |
| 2023        | Las pelotaris 1926      | Idoia Rekalde                | 8 episodis  |

## Xarxes socials
Abans de l'estrena de la seva aparició a la producció espanyola Élite, l'actriu comptava amb poc més de 40.000 seguidors a la xarxa social Instagram. Ara bé, després d'estrenar-se la tercera temporada, Salas ja compta amb quasi 4 milions de seguidors.